# Selamat Sultan
Selamat Sultan là bang ca của Kelantan, Malaysia. Nó được sáng tác bởi Mahmood bin Hamzah và được phổ nhạc bởi Allahyarham Mohamed bin Hamzah vào năm 1927.

## Lời
| Tiếng Mã Lai | Tiếng Việt |
| --- | --- |
| Lanjutkan usia Al-Sultan kami, Sultan Kelantan raja ikrami, Aman sentosa Tuhan sirami, Kekal memerintah kami. Kasih dan taat setia disembahkan, Keriangan diucapkan, Segala kebesaran Allah cucurkan, Bertambah kemuliaan. | Sultan của chúng ta sẽ sống lâu, Sultan thiêng liêng của Kelantan, Trong hòa bình với phước lành của Allah, Mãi mãi cai trị chúng ta. Tình yêu và lòng trung thành chúng ta ban cho, Một lời chúc hạnh phúc chúng ta thốt ra, Cầu Allah ban phước cho Ngài sự vĩ đại, Và vinh quang của Ngài tăng lên. |